# Juan Sánchez (zapaśnik)
Juan David Sánchez Cardona (ur. 11 kwietnia 1997) – kolumbijski zapaśnik walczący w stylu wolnym. Brązowy medalista igrzysk Ameryki Południowej w 2022. Wygrał mistrzostwa Ameryki Południowej w 2016. Trzeci na mistrzostwach panamerykańskich kadetów w 2014 roku.